# Joana Angélica (filme)
Joana Angélica é um filme brasileiro de 1979, dirigido por Walter Lima Júnior, com roteiro de Washington Novaes, baseado na história da sóror Joana Angélica.
Com duração de 58 minutos, o filme traz uma narrativa inspirada na história de Joana Angélica, uma freira baiana da Ordem da Imaculada Conceição. No período do Brasil colônia, ela morreu a golpes de baioneta enquanto defendia o Convento da Lapa, localizado na cidade de Salvador (capital do estado brasileiro da Bahia), contra uma investida de soldados portugueses. No filme, o diretor abriu mão de várias camadas no tratamento cinematográfico da história em que foi baseado.
O filme é considerado uma das obras marcantes e “desaparecidas” de Walter Lima Jr.